# Alonso de la Vega
Alonso de la Vega (Sevilla, 1510 - Valencia, alrededor de 1566), dramaturgo y actor español del Renacimiento.

## Biografía
Poco se sabe sobre los detalles de su vida. En 1560 era "vecino de Sevilla" y allí participó en las representaciones de la fiesta del Corpus y fue actor en la compañía de Lope de Rueda. Sus obras fueron editadas por Juan de Timoneda en Las tres famosíssimas comedias del ilustre poeta y gracioso representante Alonso de la Vega, agora nuevamente sacadas á luz por Juan Timoneda (Valencia, 1566). Estas tres obras son la Tragedia serafina, la Comedia Tholomea y La duquesa de la rosa que, tal anuncia el título, probablemente anduvieron antes impresas sueltas. En sus Orígenes del teatro, Leandro Fernández de Moratín publica atribuyéndosela, pero sin ofrecer más datos, el paso en prosa Amor vengado.
La Comedia Tholomea es una inteligente y fina pieza de enredo sobre el parecido físico entre dos hombres llamados ambos Tolomeo. 
La Tragedia Serafina es un compendio de elementos pastoriles y mitológicos desvirtuados por la introducción de elementos cómicos que malogran la obra. 
La Comedia de la duquesa de la rosa, sin duda la mejor, se inspira en una novella de Mateo Bandello: Amore di don Giovanni de Mendozza e de la duchesa di Savoia y en la "Patraña séptima" del Patrañuelo de Juan de Timoneda, aunque el tema aparece ya en el Romance de la Duquesa de Lorreina y De la emperatriz de Alemania
Estas tres comedias fueron editadas por Marcelino Menéndez Pelayo en Alemania: Tres comedias de Alonso de Vega, Dresde: Gesellschaft für Romanische Literatur, 6, 1905.